# 節電器
節電器（せつでんき）とは『取り付けるだけで電気代が下がる』とされる機器。節電機、節電装置ともいう。
手法としては、電力料金のうち基本料金に係わる力率やデマンドではなく、従量料金に係わる電力量を対象として、変圧器で電圧を下げ電力量を減らそうとするものである。ただし、実際には効果はほとんどなく（後述）、むしろ節電器商法（問題商法、詐欺事件）の道具として知られる。主に高圧受電（6.6kVなど）ではない一般商店や個人宅が標的とされた。
2002年、環境省地球環境局が補助する政策を打ち出しており、『行政のお墨付き』をかたる業者も多かった。
2006年3月、第61回日本物理学会年次大会で開かれた「ニセ科学シンポジウム」において、生活の中のニセ科学の例である科学の誤用として紹介されている。

## 概要
電力量は電圧×電流×時間なので、このどれかを減らせばよい。節電器は電圧を下げるので、一見すると確かに消費電力（エネルギー）が減少し、電気代が安くなると思える。
ただしこれは、抵抗負荷を連続稼働させている場合、具体的には白熱電球やヒーターなどを長時間つけっぱなしにしている場合にしか、当てはまらない。
しかも安くなった電気代は、明るさや熱量という効果を削った代償にすぎず、電球はうす暗く、ヒーターはぬるくなる。また、減らせる割合は原理上、数％に限られる。
さらに、電力を光や熱など仕事に変換する原理上、電圧は高いほど、電流は少ないほど効率が良くなるため、電圧を下げる「節電器」を使用するとこの効率（エネルギーの効果としての仕事率）は悪化し、発電所の負荷は増加し、二酸化炭素排出量は増える。
一方、広く普及している誘導電動機は原理上、電圧が下がるとより多くの電流を流してこれを補おうとする。電球型蛍光灯やLED照明も同様で、また、ある目標を達成するタイプの制御装置（庫内を5℃に保とうとする冷蔵庫や、室温を25℃に保とうとする温風ヒーター）は、稼働時間を伸ばして対応するだけで意味が無いばかりかジュール熱によるロスが増し、設備の劣化(→アレニウスの法則)や損耗（焼損、酷いときは電気火災）のリスクが高まる。
このように節電器は、現実的な節電効果は無い。

### 電力会社との契約が価格的に有利になると説明されている機器類
参考として、取り付けや条件の変更で電力会社との契約が価格的に有利になる機器を以下に挙げる。
- デマンドコントローラー

基本料金削減を目的としたものであり、直接的に節電（電力量自体の削減）効果が見込まれるものではない。
- 力率改善コンデンサー

主に、ポンプやファンなどの電動機（誘導負荷）が多い、工場などの大口需要家で普及している。
電力会社によっては力率によって基本料金が割引または割増となる「力率割引・割増し」制度が設けられている。誘導負荷で発生した遅れ位相を進相コンデンサで進めることで力率を上げ、力率改善による基本料金の割引が期待できる。ただし、電気使用量は有効電力によって測定されるため、電気代の従量制部分が減るわけではない。
- アンペアブレーカー

電力会社との契約を、負荷設備契約から主開閉器契約へ変更したり、その契約アンペア値をより小さいものにすると、基本料金が削減される。また、アンペアブレーカーを動作特性の異なる電子式へ交換し契約アンペア値をさらに小さくする手法もあるが、電力消費量には全く影響せず純粋な契約テクニックにあたる。
当然、ブレーカー動作による停電リスクが高まるため、無停電電源装置などによる対策が望ましい。

## 原理
電圧調整型の節電器について、その根拠となる原理を記す。
予め述べた通りこれは、旧来の電熱・照明には効果があるが、現在電力消費の主役である冷蔵庫やエアコンなどには効果がない根拠でもある。
一般に日本の家庭用電力は交流電圧100または200ボルトで供給されるが、実際の電圧は変電設備からの距離や、地域の電力使用量などにより変動し、電気事業法施行規則では101±6V、または202±20Vの範囲内とされ、電気機器メーカーはさらに安全率を見込んで例えば90V～110Vの範囲で正常に動作するよう、製品を設計・保証している。
このことを逆手に取り、電力会社の供給点（アンペアブレーカー）の後に変圧器を挿入し、電源系統全体の電圧を数％降下させても、ほとんどの電気機器は正常動作が期待できる。
いま、P:電力、E:電圧、I:電流　とすると、消費電力は P = EI で表せるが、これにオームの法則から I=E/R を代入して P=E2/R と変形すると、電圧の二乗と比例関係にあることが判る。
従って、仮に節電器による電圧降下が5％だったとすると、P=0.95×0.95=0.9025となり、消費電力は約10%削減される。
この電圧降下はほとんどの節電器で5％固定か、電線を繋ぎ替える半固定式だが、供給電圧の変動に応じ自動的に調整するタイプも存在する（当然ながら価格はかさむ）。

### エネルギーのロス
電気機器の消費電力量(kWh)は、単位時間(h)ごとの電力(kW)の総和なので、消費電力が減少すればそれに比例して消費電力量は低減される。
しかし現実には、例えば白熱電球の電源電圧を5％低下させると、明るさ（光度エネルギー）は5％よりさらに減少する（ある実験では100Vの明るさに対し83.3%に低下した）。これは、物体の温度と発する光の波長・強度が比例関係になく、赤外線の割合が増すことなどによる。ヒーターの場合も、断熱材を使っても熱移動をゼロにすることは出来ず、同様となる。
もし明るさを犠牲にしてでも電力量を低減したいならば、ワット数の小さい電球に交換する方が安価で効率低下も少ないし、ヒーターなら設定温度を下げれば済む（ただし、白熱電球の寿命改善は期待できる）。まして、電圧低下後に従前と同じ性能を確保しようと電球の数を増やしたり、ヒーターの通電時間を延長した場合、損失が増している分だけ消費電力は増える。
節電器自身についても、変圧器の損失（巻線の電気抵抗、鉄芯の渦電流損失、漏れ磁束などで、3kWで20W程度）や制御回路があればその電力消費量が必ず発生する。
一方、ある性能を発揮する事（仕事）を求められる電気機器の場合、消費電力が減少すると仕事率の低下によって、消費電力量は変わらないか、むしろ増加する。
特にヒートポンプ式冷暖房器や冷蔵庫などは稼働時間が長くなるだけでなく、圧縮機のロスやモーター過熱（トルク減少で滑りが増す場合）によって電力消費量は確実に増加する。工作機械などでは単に作動時間を長くするだけでは補償できず、例えば切削加工ではトルク低下により性能を損う（切り込めない、切削面が粗い、など）恐れが高い。
また、電力会社からの供給電圧が想定より低下した場合は著しい性能低下の恐れがある。モーターの場合、過電流保護回路も低電圧で不動作だった場合、焼損に至る。この場合、経済的損失はもちろん、製品製造におけるエネルギーロスは大きなものとなる。
なお、内部に電力変換装置を持つインバーター制御の蛍光灯やLED電球、コンピュータ、オーディオビデオ機器などのいわゆる電子機器は、電源電圧がかなりの範囲で変動しても内部の消費電力を一定にできる（電源電圧が低下するとその分電源電流が増える）ので、電圧を低下させても電力使用量に変化はない。

## 節電器商法
複数の被害者からの報告を基にすると、節電器の売り込みから破綻まではおおよそ以下のようなやり方が典型的なようである。
- まず電話で「省エネルギー」「電気料金削減」について売り込みのアポイントメントを取る。対象者は、零細な個人事業主（小売店、飲食店、町工場など）が多い。
- 営業担当者が被害者の店舗（または工場）を訪問して、電力用回路計で簡単な測定（ブレーカーでの電圧と消費電流、力率など）をし、直近2～3ヶ月の電力料金の請求書を見せてほしいと要求する。
- 測定結果と電力料金請求書の数字を電話で営業所に報告すると、その場で「節電器を導入すれば毎月の電気料金が約30%も安くなる（数字は事例により異なるが例外なく「え、そんなに」と思わせる値である）」という返事が返ってくる。さらに「節電器の価格はX十万円だが、X回の分割払いにすれば毎月たったX円で、これは電気料金の節約分よりずっと安く、節電器を購入してもお釣りが来て、分割払い終了後は節約分が丸々儲けになる」と言われる。
- なぜそんなに電気料金が安くなるのかを尋ねると、「オームの法則で電圧を下げれば電流も下がって電力が減る」と言う答えが返ってくる。
- 上記の数字を並べた「省エネ提案書」またはそれに類似した名称の書類が渡され、「節約率は保証する」「一日も早く導入しないと損だ」と購入を促される。
- 被害者が説得に押されて購入を決意すると、提携している信販会社と融資契約を結ばされ、受けた融資で節電器を購入する。
- 後日「節電器」が被害者の事業所に設置されるとともに、多くの場合インバーター型蛍光ランプや通電制御タイマー、水道の節水コマなどが「省エネ設備一式」として納入される。
- 納入後数週間から数ヶ月たった時点で、被害者は電力料金がちっとも安くなっていないことに気づく。それどころか、場合によっては電力料金が逆に増えていたり、使用している電気機器に不具合が生じるようになったことに気づく。
- 被害者から苦情を受けると、担当者がやってきて簡単な測定をして「節電器の設置・設定に問題はない」「さらに節電率が高まるように再調整した」「効果が出るまで時間がかかることがあるからもう少し様子を見てほしい」「あなたのところで以前より余計に電気を使うようになったのではないか？」などと言い逃れをする。
- 上記のやり取りを何度か繰り返した後、次第に担当者が居留守を使ったり、脅し文句を返すようになってくる。
- 解約・撤去・返金を求めると、「商人間の契約だから消費者保護法は適用されない」などと言って応じようとしない。
- 最終的な結末は事例により異なるが、大まかには(1)強硬に解約を求め解約成功、節電器の撤去、代金の一部返金、(2)解約を求めた民事訴訟、(3)泣き寝入り、などのケースに分かれる。

### 「削減率」の根拠
ほとんどの節電器詐欺被害は、最初に大幅な削減率（＝電気料金の節約率）を提唱されることから始まる。この「節約率」は事例により異なるが、最低でも10%程度、多くの場合は15～30%程度、ひどいものになると50%ものの数字を示される。しかし、いくらオームの法則を適用しようとしても、工学的常識では電源電圧の低下はせいぜい5%程度が限度である。10%もの低下があれば、冷暖房器などのモーターすなわち誘導負荷の変調に限らず、白熱電球やグロー放電蛍光灯などに照明機器の明らかな照度低下などが即座にあるいは電力使用が増える繁忙期に見られることが、多少の工学的常識を持ち合わせていれば、容易に予想できる。節電器販売会社の主張するオームの法則が適用できる数少ない例である白熱電球や電熱線ヒータでさえも、5%の電圧低下による消費電力の低下は高々10%強であり、多くの被害例で示された15～30%とは隔たりがある。結局のところ、これらの数字は根拠のないものであり、節電器被害者のほとんどが電気の知識に疎いことに目をつけ、数年あるいは数十年前に高校などの在学中にオームの法則というものがあるという知識が被害者の脳の中を素通りしていったときの微かな足跡を、詐欺師が粉飾したに過ぎない。
さらに、電気料金は一般に固定部分（基本料金）と従量部分から成り立つが、節電器で節約できる可能性のあるのは従量部分であることは明白であり、上記の「理想状態」でさえ、実際に見込まれる料金の節約率はさらに小さくなる。基本料金は、「節電器」により目に見える節約が実際に可能ならば、アンペア数の小さい契約に変更することで削減可能とも言えるが、実際にはそのような節約は実現できないので問題にならない。また、従量部分が単純な正比例でなく累進的になっている場合は、例えば10%の節電で15%の従量料金の節約も期待できるが、これも節電が実際に期待できないので問題にならない。
その他の方法として、電気料金の単価の安い動力で契約している動力電気の200Vに変圧器を取り付け100Vとして、電灯電力を作り出すと言う方式がある。この場合、単価の高い電灯電力が単価の安い動力電力で計算されるので、料金的に見れば格段に安い電気料金となる。しかしこの方法は電力会社との契約に違反するため最悪の場合、送電停止などの一時的な措置がとられる。

### 「省エネ設備一式」のごまかし
複数の被害報告によれば、多くの場合、納入されるのは節電器すなわち単巻変電トランスに加えてインバータ方式の蛍光管・電球や水道の節水コマなどの物品が含まれるが、納品書の納入物品の名目は単に「省エネ設備一式」などとされている場合が多い。一般論として、これらの付属物品は省エネルギーに貢献するが、ここにも詐欺師の手法が見透かされる。すなわち、節電器業者は「節電器」なるものが実際には効果がないことを知っているので、照明設備を白熱球から消費電力の少ない蛍光電球に変えるなどして得られた電力消費の低下をもって「節電器」による効果に見せかけようとしているのである。本来なら、このような「DIY」省エネ設備は、被害者が自分で電器店やホームセンタで「節電器」の価格よりはるかに小さい金額で購入できるし、節水コマにいたっては多くの水道事業者が無償で提供している。さらに、被害者が「節電器」の購入以前からこのような設備を導入していれば、この見せ掛けの効果すら期待できない。また、このような小手先の手段では冷蔵設備などの節電にはまったく貢献しないので、このようなごまかしを行っても、結局節電効果はなかった。

### 信販会社からの融資
直接販売や現金販売を避け、信販会社を間にたてる。
節電効果による経済的メリットを過剰に見積もる事に加え、信販会社を通じて割賦販売またはリースやレンタルとすることで、月々のコストを低く見せ、あたかも月々黒字となるように見せかける。
また、直接の債務者は信販会社となるため、節電業者は契約直後に代金を手に入れ、その後の計画倒産などで逃げることを容易にしていた。
一方で被害者が信販会社と結んだ契約は「合法」であるため、裁判所に訴えても支払い命令を受けるだけだった。

## 事例
コンビニエンスストアチェーン店に多く設置された。各本部でテストしてから設置したとされる。
- セブンイレブンの「省エネ盤」 富士電機と伊藤忠商事が共同で開発した節電装置で全店導入され、今でも外壁のメータの隣に設置されている。みかん箱ぐらいのクリーム色のもので、省エネ盤と書いてあるものがそうである。
- ファミリーマート　愛好電機　エポック21 (1996年)
- ミニストップ　ミニストップセイバー
- ローソン　三洋電機の節電器
- サンクス　SECの節電器

その他
- エポック21 愛好電機、エポックインターナショナル 家庭向けのトップメーカー
- 精電器、エコバード 松下電器が2009～2012年、その後日本エコシステムのグリーンセイバー
- エレセーブ 三菱電機  エレベータ省エネ形停電時自動運転装置とは別の商品
- 省エネ名人 富士電機 直列補償形節電装置「省エネ名人」
- エコエース 日立
- エコリスタ NTTデータ 家庭でできる省エネ、環境対策-家庭用エコリスタが発売 ネットマイコミジャーナル[8]

## 歴史
- 1985年頃 - 株式会社ウェルシィが開発・販売していたことが認められる（ただしタイプは不明）。
- 1987年頃 - 関西で電力契約変更ノウハウを含めた電気料金（円）を削減するものとして販売
- 1992年-1993年頃 - 愛好電機、リライアント等が参入
- 1995年 - エコマーク取得（省電力のための負荷安定装置）
- 1995年 - 節電器詐欺のアイディックがタムラ製作所他の「省電王」で参入
- 1998年 - 省エネ問題調査研究会から省エネシステムに関しての問題点がまとめられる
- 1998年 - 国民生活センターから注意文書
- 2000年 - エコマークが類型ごと廃止（省電力のための負荷安定装置）[9]
- 2003年 - アイディック営業停止。ESCO事業として「国から支援を受けている」とセールスしていた[10]
- 2003年 - 環境省の補助事業として「住宅用電圧調節システム」[11]への助成金交付開始
- 2003年 - アイディックに対する集団訴訟始まる
- 2005年 - 「住宅用電圧調節システム」に関して電気事業連合会から環境省に対し、検証が不十分、費用対効果が見込めない旨の申し入れがなされる
  - このほか、地方自治体でも導入が検討されたが、議会などで否定的に扱われている[12]
- 2006年 - 当初計画通り「住宅用電圧調節システム」に関するプログラム完了
- 2007年 - アイディック被害者団と信販会社クオークの間で和解成立。信販会社は未払分の債権を放棄するとともに既払分の一部を実質的に返金する「解決金」を支払うことに同意
- 2019年 - 経年劣化による発火事故の発生を受けて、消費者庁から当該装置の撤去・廃棄を促す注意喚起がなされる[13]